# Suisse Occidentale-Simplon

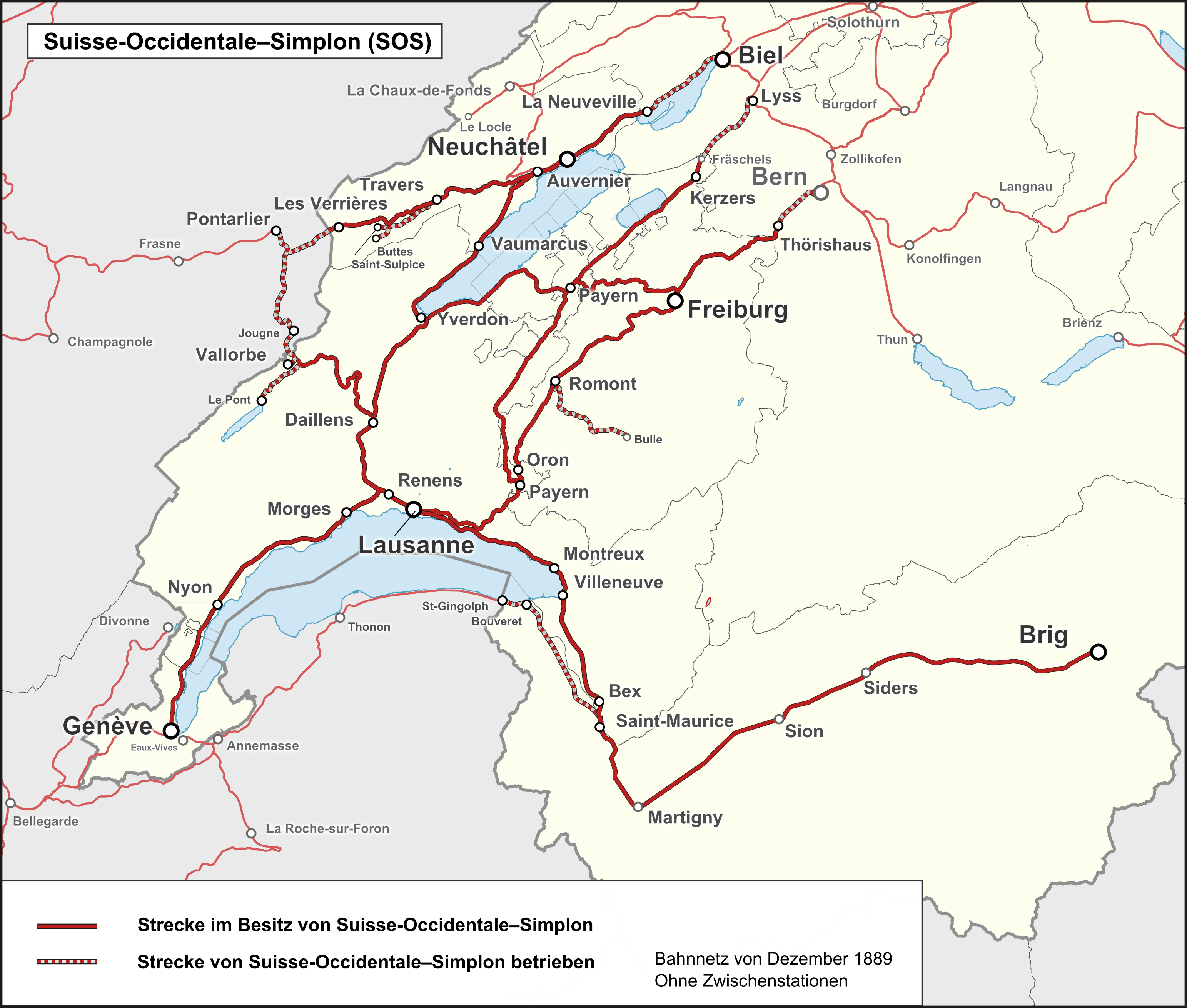
Trajectkaart

De Suisse Occidentale-Simplon (SOS) was een Zwitserse spoorwegonderneming uit de periode 1881 tot 1890.

## Geschiedenis
De Suisse Occidentale-Simplon (SOS) ontstond op 28 juni 1881 door een fusie van de Chemins de fer de la Suisse Occidentale (SO) met de Compagnie du chemin de fer du Simplon (S). Na zeven jaar in 1888 volgde ook de aankoop van de Jura-Bern-Luzern-Bahn. In 1890 fuseerde de SOS met de Pont-Vallorbe-Bahn tot Jura-Simplon-Bahn (JS).